# 禅海寺
禅海寺（ぜんかいじ）は、京都府宮津市字日置4335にある臨済宗妙心寺派の寺院。山号は百丈山。本尊は阿弥陀如来。
世屋谷の入口に位置しており、北東部の裏山には日置氏の根拠地だった日置上城（ひおきあげじょう）がある。

## 歴史
平安時代の貞観年間（859年～877年）、天台宗の寿福院（寿福寺）として開創されたと伝わる。南北朝時代の暦応3年（1340年）には良心によって再興され、良海によって日置郷の友枝保にある二段の田畑が寄進された。至徳年間（1384年～1386年）には東福寺の明江和尚により中興され、臨済宗に改宗したうえで百丈山禅海寺に改称した。
鎌倉時代からこの土地に住んで地頭を務めた日置氏の菩提寺とされる。1579年（天正6年）に細川藤孝が宮津城に入城すると、寺領が没収されて衰退した。
江戸時代前期の寛永年間（1624年～1644年）には智恩寺の別源和尚によって復興され、この際に臨済宗妙心寺派となった。文政年間（1818年～1830年）には傍らにある薬園寺薬師堂が寺領となった。
平安時代末期作の「木造阿弥陀如来及両脇侍像」と「木造千手観音立像」は、1925年、当時の古社寺保存法に基づく旧国宝（文化財保護法における重要文化財に相当）に指定された。

## 境内
- 本堂兼庫裏[3]
- 薬師堂[3]
- 鐘楼[3]
- 山門[3]

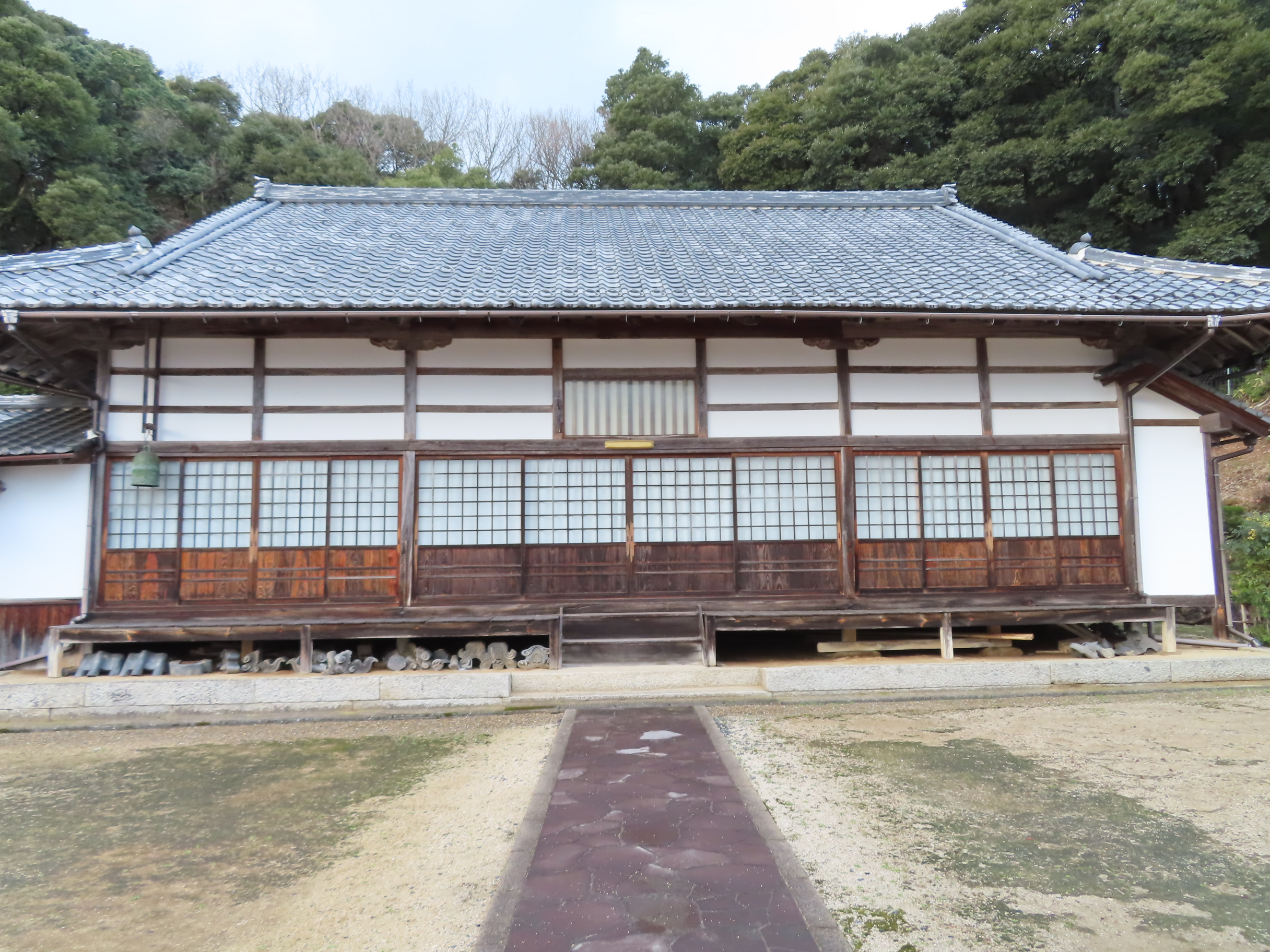
本堂兼庫裏
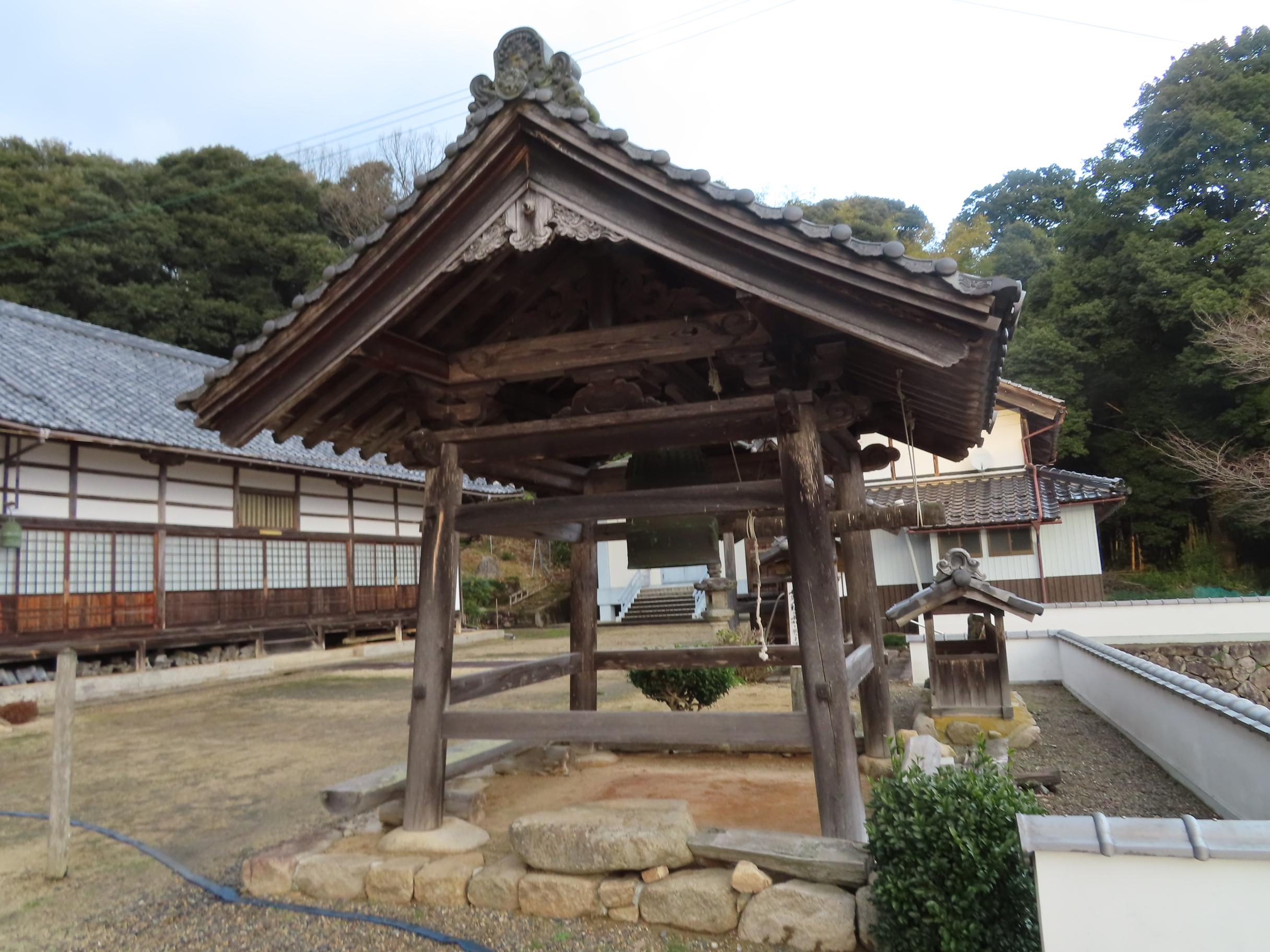
鐘楼
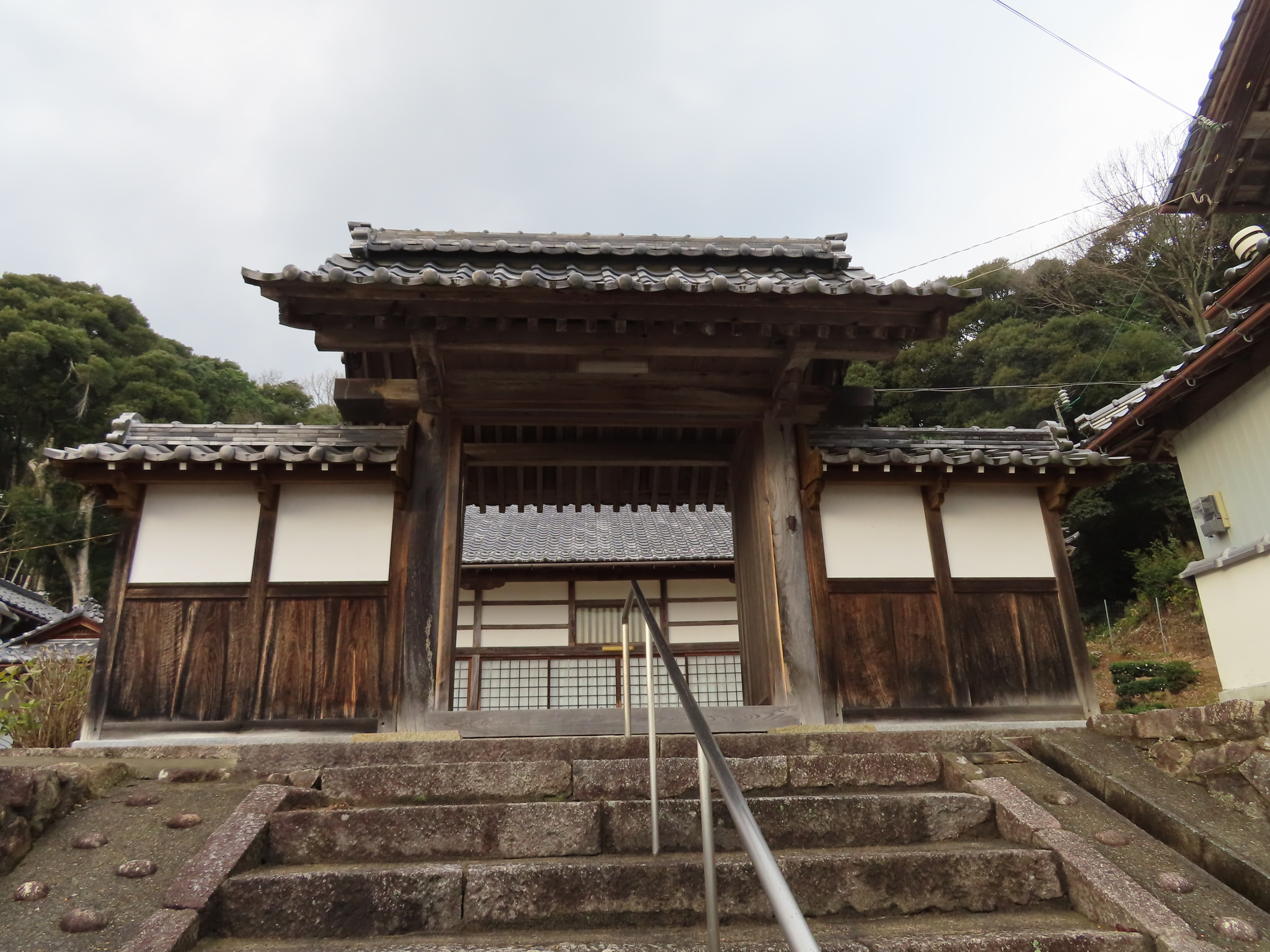
山門

## 文化財

### 重要文化財
- 木造阿弥陀如来及両脇侍像[5] - 平安時代末期
- 木造千手観音立像[5] - 平安時代末期

### 宮津市指定文化財
- 仏涅槃図 - 鎌倉時代
- 宝篋印塔 - 室町時代

## 基礎情報
所在地
- 626-0225 京都府宮津市字日置4335

交通アクセス
- 京都丹後鉄道宮豊線天橋立駅から丹海バス「一軒屋」下車後徒歩10分

周辺
- 金剛心院 - 高野山真言宗の寺院。禅海寺から約200mの距離にある。
- 妙円寺 - 日蓮宗の寺院。
- 若田神社 - 日置の氏神。